# Аржеле Газо
Аржеле Газо (фр. Argelès-Gazost) насеље је и општина у јужној Француској у региону Миди Пирене, у департману Горњи Пиринеји која припада префектури Аржеле Газо.
По подацима из 2011. године у општини је живело 3.139 становника, а густина насељености је износила 1029,18 становника/km². Општина се простире на површини од 3,05 km². Налази се на средњој надморској висини од 460 метара (максималној 600 m, а минималној 412 m).

## Демографија
| 1962. | 1968. | 1975. | 1982. | 1990. | 1999. | 2011. |
| ----- | ----- | ----- | ----- | ----- | ----- | ----- |
| 3.414 | 3.629 | 3.455 | 3.304 | 3.229 | 3.241 | 3.139 |

График промене броја становника у току последњих година